# Acrossocheilus yalyensis
Acrossocheilus yalyensis är en fiskart som beskrevs av Nguyen 2001. Acrossocheilus yalyensis ingår i släktet Acrossocheilus och familjen karpfiskar. Inga underarter finns listade i Catalogue of Life.